# 743 a.C.
Séculos: (Século IX a.C. - Século VIII a.C. - Século VII a.C.)
748 a.C. - 747 a.C. - 746 a.C. - 745 a.C. - 744 a.C.
- 743 a.C. - 742 a.C. - 741 a.C. - 740 a.C. - 739 a.C. - 738 a.C.

## Eventos
- Esparta inicia a primeira guerra contra a Messênia,[1] que termina em 724 a.C. ou 723 a.C.[2]